# Royal College of Pathologists of Australasia
Royal College of Pathologists of Australasia, (RCPA), är en, ursprungligen, australisk förening för medicinska specialister inom laboratoriedisciplinerna. Nu finns det även medlemmar från Nya Zeeland, Malaysia och Hongkong.

## Historia
Vid grundandet år 1956 hette föreningen the College of Pathologists of Australia, men år 1970 fick den tillstånd att använda ordet Royal och bytte därmed namn till  the Royal College of Pathologists of Australia. I januari 1980 ändrades namnet igen, denna gången för att erkänna det ökade medlemsantalet från Nya Zeeland, till the Royal College of Pathologists of Australasia. Därefter har det nya nmnet även fått reflektera alla medlemmar från Hong Kong, Malaysia och Singapore.